# Law Enforcement Online
Law Enforcement Online (LEO) ist ein von Leidos (vormals Science Applications International Corporation, SAIC) entwickeltes, internetbasiertes Informationssystem für US-Behörden, die mit Bekämpfung von Kriminalität, Rechtsprechung, Terrorismusbekämpfung und nachrichtendienstlichen Tätigkeiten beauftragt sind, sowie für schnelle Eingriffskräfte. Das Kommunikationssystem ist weltweit verfügbar. Es ist nur für sensitive aber nicht für geheime Daten zugelassen (sensitive but unclassified, SBU ~ nur für den Dienstgebrauch). Das System steht seit der Aktivierung im Juli 1995 unter der Kontrolle des Federal Bureau of Investigation Criminal Justice Information Services Division (FBI CJIS). EUROPOL betreibt seit 2009 das Secure Information Exchange Network Application (SIENA) für ähnliche Aufgaben aber auf europäischer Ebene.

## Auftrag
Der Auftrag des FBI wurde durch das Justizministerium der Vereinigten Staaten wie folgt vorgegeben:
1. Die United States Intelligence Community (USIC) ständig zu informieren
2. Reduktion der bandenmäßigen Kriminalität
3. Opfer vor Misshandlung und Ausbeutung zu schützen
4. Schutz der amerikanischen Bürger vor Betrug mit Finanzinstrumenten oder gesundheitsbezogenen Plots.

## Nutzer
Neben Polizeiorganisationen der Vereinigten Staaten sowie Organisationen der USIC und, der Streitkräfte und Botschaften können auch nicht-amerikanische Organisationen auf LEO zurückgreifen. Beispielsweise ist das INTERPOL-Büro Washington in das Netz eingebunden und INTERPOL-Datenbanken können durch ein Gateway zum Interpol Global Communication System 24/7 zugegriffen werden. Über den umgekehrten Weg liegen keine Informationen vor.

## Leistungsumfang
LEO bietet mit einem Passwort auf jedem internetfähigen Endgerät einen Zugriff auf:
- National Data Exchange (N-DEx) – Ein vom FBI betriebenes System, mit dem Verbindungen zwischen Personen, Orten, Verbrechen und ähnlichem aufgezeichnet und abgerufen werden können, vergleichbar mit Analysis Work Files von Europol.
- Joint Automated Booking System (JABS)[5] – ein vom United States Marshals Service betriebenes System zur zeitnahen Verwaltung von Festnahmen.
- Intelink[5] – eine Gruppe von sicheren Kommunikationskanälen die durch die USIC genutzt werden
- Regional Information Sharing Systems (RISS) Network-Fusion Centers
- National Gang Intelligence Center (NGIC) – eine zentralisierte Datenbank des Justizministeriums zu bandenmäßigem Verbrechen.
- Internet Crime Compliant Center (IC3) – eine von drei verschiedenen Behörden getragene Einrichtung zur Meldung und Verfolgung von Verbrechen im Zusammenhang mit dem Internet.
- Justizministerium der Vereinigten Staaten (myFX).

Neben diesen Datenzugriffen bietet LEO die folgenden Services:
- Warnsystem für aktuelle Bedrohungen.
- Verbindung zu mehreren Hundert Gruppen mit besonderen Interessen (special interest groups) und damit zu Fachleuten zu diesen Themen.
- VCC – Virtual Command-Center, ein Tool zum Koordinieren von Einsatzkräften von einem Endgerät.[5]

## Projekt in Zahlen
Nach veröffentlichten Angaben der amerikanischen Bundesregierung stieg die Teilnehmerzahl seit 1995 von weltweit 23 auf 58'000 in mehr als 20'000 Einzelorganisationen. Die Anzahl der virtuellen Kommandozentrale (Virtual Command Center, VCC) nahm seit 2007 von 111 auf 1326 zu. Dabei stieg die Anzahl der erfassten Fälle von 153 auf über 3000.
2004 sickerten auf LEO verteilte Informationen zur Presse durch, wobei es unklar blieb, ob es sich um gezielte Indiskretionen handelte, um politische Ziele zu erreichen.

## LEO und bürgerliche Freiheiten
Organisationen im Umfeld der American Civil Liberties Union (ACLU) kritisieren LEO als einen Teil eines neu formierten Überwachungssystems aus Fusion Centers und freier Zugänglichkeit der Information für Polizeiorganisationen. Zusammen mit der Integration der RISS-Netze und der dort verfügbaren Information soll LEO zum Rückgrat der Informationssammlung für die RISS-Netze machen. Aus der Ansammlung von Macht leiten Bürgerrechtler Gefahren für die bürgerlichen Freiheiten ab, die Versuchung, eine „Gedankenpolizei“ einzuführen und die Systeme nicht mehr nur gegen terroristische und kriminelle Aktivitäten einzusetzen, sondern gegen politische Gegner oder unliebsame Menschen.
Die Gefahr für Bürgerrechte wird auch durch den Kongress ernst genommen. So finden sich diese Überlegungen in einem Hearing vor dem Repräsentantenhaus der Vereinigten Staaten am 18. März 2009 vorgetragen. Dabei wird LEO aber als eines von mehreren Kommunikationsnetzen genannt, die inzwischen größtenteils in LEO integriert sind.